# Ден на революцията
Денят на народната революция (1921 г.) е националният празник на Монголия. Той е годишнина от провъзгласяването на независимостта на Монголия.
През 1636 г. Китай завладява южните части на страната – днешният автономен район Вътрешна Монголия. През 1691 г. под китайска власт попадат северните части на страната - провинция Външна Монголия. През 1758 г. Китай завладява и западните части на страната.
С Монголската народна революция (13 март – 10 юли 1921) страната е освободена от властта на Китай. През 2006 г. на този ден се честват и 800 години от създаването (1206) на единна монголска държава. Темучин (Чингиз хан) обединява монголските племена и основава раннофеодална държава.